# Dendrophidion vinitor
Espèce
Statut de conservation UICN

 LC  : Préoccupation mineure
Dendrophidion vinitor est une espèce de serpents de la famille des Colubridae.

## Répartition
Cette espèce se rencontre au Belize, au Guatemala et au Mexique au Chiapas, en Oaxaca, au Tabasco et au Veracruz.

## Description
L'holotype de Dendrophidion vinitor mesure 510 mm dont 169 mm pour la queue.

## Publication originale
- Smith, 1941 : A new name for the Mexican snakes of the genus Dendrophidion. Proceedings of the Biological Society of Washington, vol. 54, p. 73-76 (texte intégral).